# Ashes of Eden
«Ashes of Eden» es una canción de la banda estadounidense de metal alternativo Breaking Benjamin. Fue lanzado el 5 de mayo de 2016 como el cuarto sencillo de su quinto álbum de estudio Dark Before Dawn, editado en junio de 2015.

## Video musical
El video musical de la canción fue lanzado en julio de 2016. Al describirlo, el líder Benjamin Burnley lo describió como una "versión de ciencia ficción moderna de Adán y Eva", y citó la influencia de Gravity y Star Trek, "probablemente porque me gusta ese tipo de cosas, probablemente lo haya afectado inconscientemente".

## Posicionamiento en lista
| Lista (2016)                                  | Posición |
| --------------------------------------------- | -------- |
| Estados Unidos (Hot Rock & Alternative Songs) | 36       |
| Estados Unidos (Mainstream Rock)              | 18       |

## Personal
- Benjamin Burnley: vocalista y Guitarra rítmica,
- Jasen Rauch: guitarra principal,
- Keith Wallen: guitarra rítmica, coros
- Aaron Bruch: bajo, coros
- Shaun Foist: Batería, percusión